# Riksförsäkringsverkets sjukhus i Nynäshamn

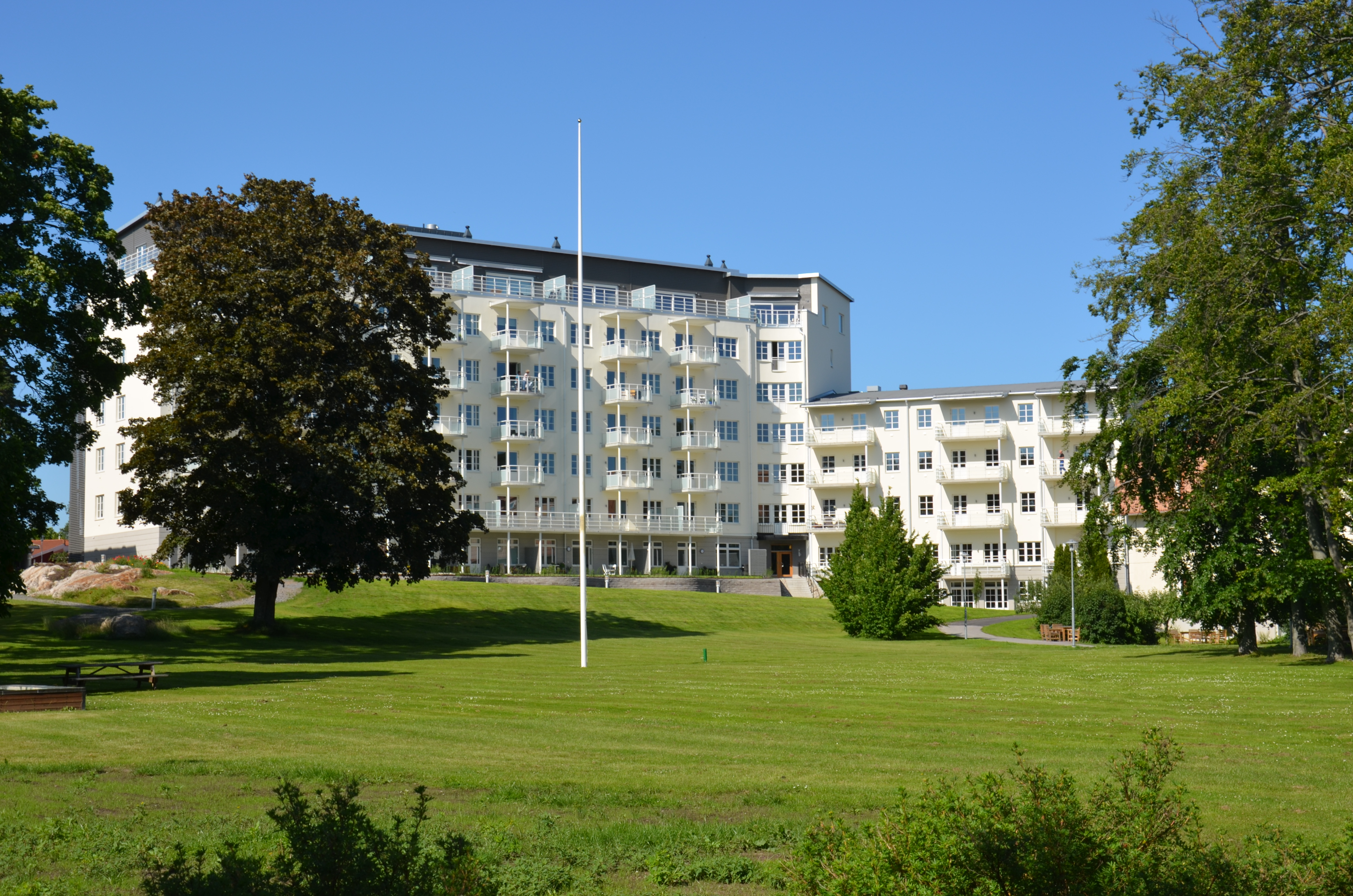
Tidigare Riksförsäkringsverkets sjukhus, numera ombyggt till bostäder.

Riksförsäkringsverkets sjukhus var ett utrednings- och rehabiliteringssjukhus i Nynäshamn, Stockholms län.

## Historik
I Nynäshamn byggdes omkring år 1900 ett badhotell som en del av Nynäs havsbad på ön Trehörningen. Detta inköptes 1918 av Kungliga Pensionsstyrelsen, sedermera Riksförsäkringsverket, och byggdes om till ett av myndighetens tre sjukhus. Förutom det i Nynäshamn fanns i myndighetens ägo den tidigare, år 1899 öppnade och år 1916 av RFV inköpta Tranås Kuranstalt och det från år 1923 drivna Åre Fjällkuranstalt. Som arkitekt anlitades Karl Güettler. Under åren 1993-97 fanns också en filial i Klimpfjäll för att behandla patienter med ätstörningar. Sjukhusen skulle bland annat bidra med medicinska underlag i bedömningen inför beslut om motsvarigheten till dagens förtidspension.
Verksamheten vid Riksförsäkringsverkets avvecklades genom ett riksdagsbeslut 1999 på basis av regeringens proposition 1998/99:76 Riksförsäkringsverkets sjukhus i Nynäshamn lades ned på 00-talet. Dessförinnan drevs sjukhusen i aktiebolagsform av det av Riksförsäkringsverket helägda dotterbolaget AB Kurortsverksamhet. Sjukhuset i Tranås drevs som ett dotterbolag till sjukhuset i Nynäshamn, medan Riksförsäkringsverkets sjukhus i Åre redan 1979 hade övertagits av Jämtlands läns landsting.
Verksamheten vid sjukhusen hade under senare delen av 1990-talet två delar. Dels gjordes utredningar som underlag till försäkringskassornas beslut om rehabilitering, förtidspension och rätt till sjukpenning, dels genomfördes rehabiliteringsprogram för patienterna. Sjukhuset i Nynäshamn hade omkring 200 vårdplatser och knappt 200 anställda.
Omkring år 2011 byggdes sjukhuset i Nynäshamn om till bland annat ett 50-tal bostäder.